# 與野市
與野市（日语：〔〕／ Yono shi */?）是日本埼玉縣南部的一市。2001年5月1日，與浦和市、大宮市合併，埼玉市成立。舊市域全域均屬現在的中央区。